# Miletus vitelianus
Miletus vitelianus är en fjärilsart som beskrevs av Hans Fruhstorfer 1913. Miletus vitelianus ingår i släktet Miletus och familjen juvelvingar. Inga underarter finns listade i Catalogue of Life.